# Цюрихский университет прикладных наук
Цюрихский университет прикладных наук (нем. Zürcher Fachhochschule, ZFH) — университет, расположенный в Винтертуре, с факультетами в Цюрихе и Веденсвиле, в немецкой части Швейцарии. Второй крупнейший университет Швейцарии после Цюрихского университета.

## Структура
Цюрихский университет прикладных наук имеет следующие подразделения:
- Искусств (ZHdK)
- Прикладных наук (ZHAW),
- Педагогический колледж (PHZH),
- Экономики (HWZ),
- Технический колледж (HSZ-T),
- Специального образования (HfH).